# Gosoku Ryu
Le Gosoku Ryu (剛速流) est une école de karaté fondée par Soke Kubota Takayuki. Gosoku se rattache à la force et à la rapidité, et suggère une combinaison des techniques rapides de l'école Shotokan et des techniques fortes de l'école Gōjū-ryū.

## Liens
- http://www.ikakarate.com/
- http://Gosoku-ryu.totallyexplained.com/
- http://homepages.ihug.co.nz/~hanshi.ika/gosoku_ryu.htm